# DAYS of DASH
「DAYS of DASH」（デイズ・オブ・ダッシュ）は、 鈴木このみの2枚目のシングル。2012年11月21日にメディアファクトリーから発売された。

## 概要
前作「CHOIR JAIL」から7ヶ月ぶりとなる2作目のシングル。表題曲「DAYS of DASH」は、テレビアニメ『さくら荘のペットな彼女』のエンディングテーマに起用された。ジャケットはキャラクターデザイナー藤井昌宏による神田空太、椎名ましろ、青山七海、上井草美咲、三鷹仁、赤坂龍之介のイラストが描かれている。
本作の発売を記念したイベントが11月24日にアキバ☆ソフマップ1号店8Fイベント会場にて行われた。同イベントでは優勝賞品であるさくら荘のペットな彼女のポスターを懸けてじゃんけん大会が催された。

## 収録曲
1. DAYS of DASH [4:10]
  - テレビアニメ『さくら荘のペットな彼女』エンディングテーマ
  - 作詞：畑亜貴、作曲・編曲：白戸佑輔
  - 鈴木曰く「昼の太陽のキラキラ」をイメージした曲。Aメロはかわいく歌おうと考えていたため歌うのが難しかったが、サビは風が自分の周囲に発生しているような感覚になれたために気持ちよかったという。また、歌い方に関しては、前作では殻に閉じこもりがちだったが、今作では殻を破っているという[2]。
2. Fly to the stars [3:21]
  - 作詞：稲葉エミ・奈良悠樹、作曲・編曲：奈良悠樹
  - 月や星の光をイメージした曲[2]。
3. DAYS of DASH（Instrumental）
4. Fly to the stars（Instrumental）

## カバー
- Poppin'Party［戸山香澄（愛美）］×鈴木このみ - 2021年7月31日にゲーム『バンドリ! ガールズバンドパーティ!』に追加収録。『BanG Dream!』プロジェクトのリアルバンドが、カバー楽曲のオリジナルアーティストと共演する「エクストラ楽曲」の第1弾となる[3]。